# Abraham Tiktin

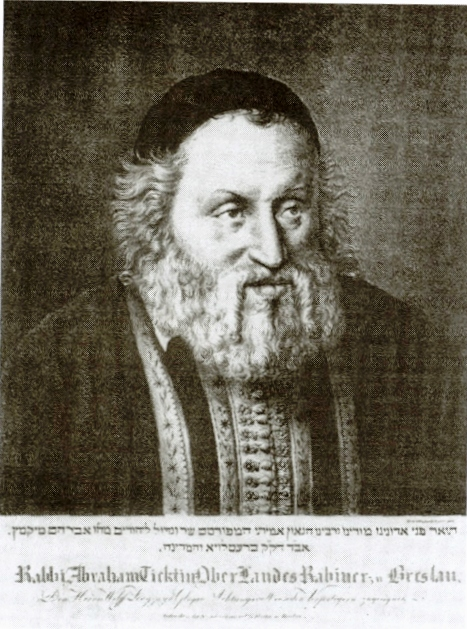
Portrait du rabbin Abraham Tiktin par August Henschel.

Abraham Tiktin, de son nom complet Abraham ben Gedaliah Tiktin, est un talmudiste et rabbin né le 24 décembre 1764 à Schwersenz et mort le 27 décembre 1820 à Breslau. Il devient grand-rabbin régional de Breslau en 1816.
Tiktin est nommé rabbin à Glogau en 1811. Le 5 septembre 1816, il est nommé grand-rabbin régional de Breslau par rescrit du roi Frédéric-Guillaume III. Il conserve cette fonction jusqu'à sa mort.
Tiktin est l'auteur de plusieurs ouvrages, dont un seul, intitulé Petaḥ ha-Bayit (1820) et publié à Dresde, subsiste aujourd'hui. Il s'agit d'un discours sur le Choulhan Aroukh.